# Arnošt
Arnošt (ou Arnost) est un prénom masculin tchèque pouvant désigner:

## Prénom
- Arnost (XIe siècle), évêque anglais de Rochester
- Inocenc Arnošt Bláha (en) (1879-1960), sociologue et philosophe tchèque
- Arnost Zvi Ehrman (en) (1914-1976), éditeur juif tchécoslovaque
- Arnošt Frischer (en) (1887-1954), homme politique juif tchécoslovaque
- Arnošt Goldflam (en) (né en 1946), compositeur et scénariste tchèque
- Arnošt Hájek (en) (né en 1941), biathlète tchèque
- Arnošt Hložek (en) (1929-2013), joueur et entraîneur slovaque de football
- Arnošt Klíma (en) (1916-2000), historien tchèque
- Arnošt Klimčík (1945-2015), joueur tchécoslovaque de handball
- Arnost Kraus (né en 1973), acteur néerlandais
- Arnošt Kreuz (1912-1974), joueur tchécoslovaque de football
- Arnošt Lustig (1926-2011), écrivain tchèque
- Arnošt Muka (1854-1932), écrivain et folkloriste allemand
- Arnošt Nejedlý (en) (1883-1917), coureur longue-distance tchèque
- Arnošt z Pardubic (1297-1364), premier évêque de Prague
- Arnošt Petráček (en) (né en 1991), nageur paralympique tchèque
- Arnošt Poisl (en) (né en 1939), rameur olympique tchèque
- Arnošt Konstantin Růžička (en) (1761-1845), second évêque de České Budějovice
- Jan Arnošt Smoler (1816-1884), philologue et écrivain sorabe (Lusace)
- Arnošt Valenta (en) (1912-1944), aviateur tchécoslovaque